# Antogny-le-Tillac
Ne doit pas être confondu avec Antoigny.
Pour les articles homonymes, voir Tillac.
Antogny-le-Tillac est une commune française du département d'Indre-et-Loire, en région Centre-Val de Loire.

## Géographie
|                  | Pussigny          |                           |
| Marigny-Marmande | Antogny-le-Tillac | Les Ormes Vienne          |
| Vellèches Vienne |                   | Dangé-Saint-Romain Vienne |

### Hydrographie

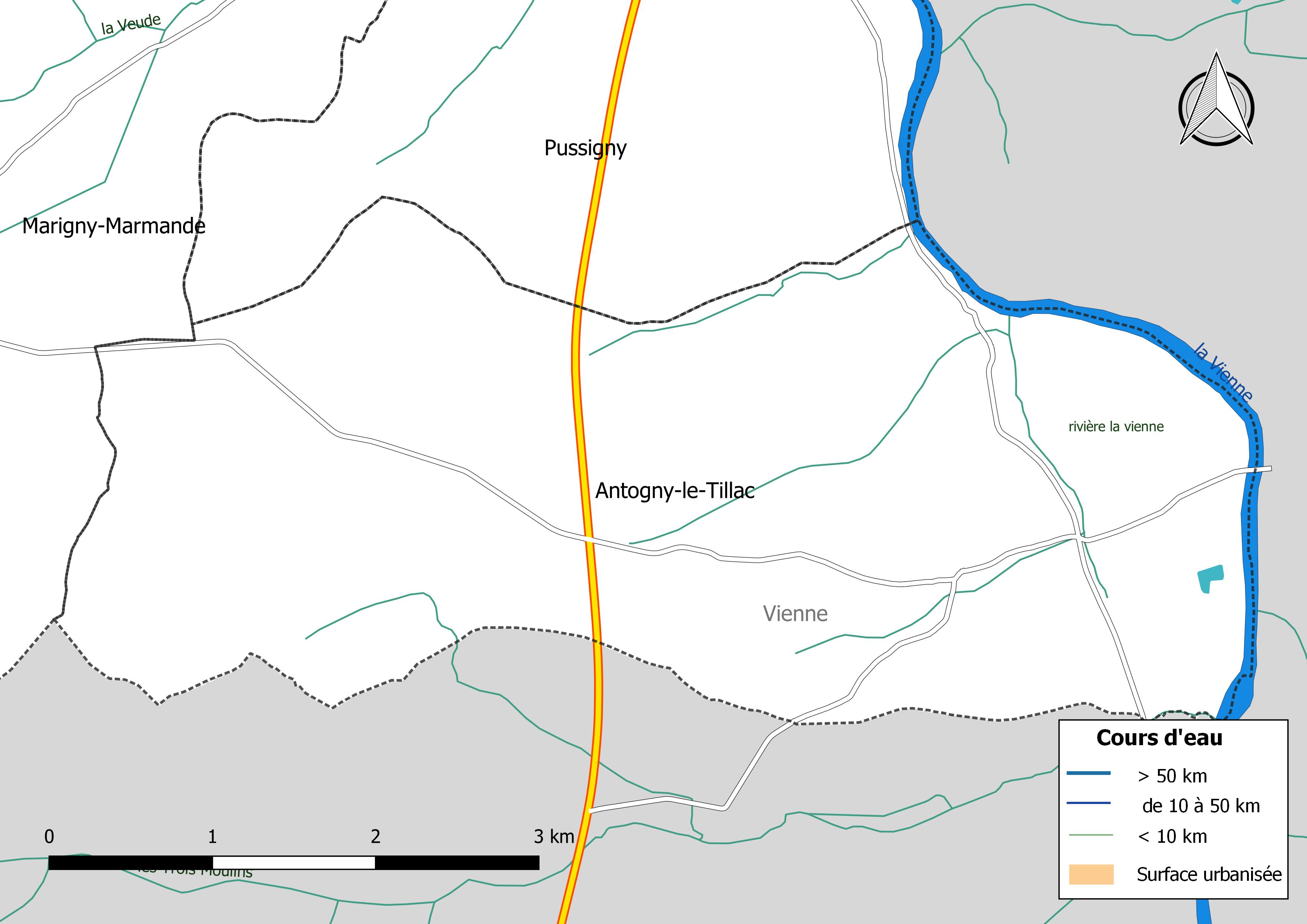
Réseau hydrographique d'Antogny-le-Tillac.

La commune est bordée sur son flanc est par la Vienne (2,431 km). Le réseau hydrographique communal, d'une longueur totale de 12,98 km, comprend en outre sept petits cours d'eau,.
La Vienne, d'une longueur totale de 363,3 km, prend sa source sur le plateau de Millevaches, dans la Creuse, à une altitude comprise entre 860 et 895 m et se jette  dans la Loire à Candes-Saint-Martin, à 30 m d'altitude, après avoir traversé 96 communes. La station de Nouâtre permet de caractériser les paramètres hydrométriques de la Vienne. Le débit mensuel moyen (calculé sur 61 ans pour cette station) varie de 60 m3/s au mois d'août  à 355 m3/s au mois de février. Le débit instantané maximal observé sur cette station est de 2 480 m3/s le 1er janvier 1962, la hauteur maximale relevée a été de 8,61 m le 8 janvier 1962,.
Sur le plan piscicole, la Vienne est classée en deuxième catégorie piscicole. Le groupe biologique dominant est constitué essentiellement de poissons blancs (cyprinidés) et de carnassiers (brochet, sandre et perche).

### Paysages
Située sur les bords de la Vienne, cette commune ne possède plus de mairie. Antogny-le-Tillac fut rattachée à Seligny.
On peut trouver quelques lieux-dits comme la Verrière et le Marais.

### Climat
Pour des articles plus généraux, voir Climat du Centre-Val de Loire et Climat d'Indre-et-Loire.
En 2010, le climat de la commune est de type climat océanique dégradé des plaines du Centre et du Nord, selon une étude du CNRS s'appuyant sur une série de données couvrant la période 1971-2000. En 2020, Météo-France publie une typologie des climats de la France métropolitaine dans laquelle la commune est exposée à un climat océanique altéré et est dans une zone de transition entre les régions climatiques « Moyenne vallée de la Loire » et « Poitou-Charentes ».
Pour la période 1971-2000, la température annuelle moyenne est de 11,9 °C, avec une amplitude thermique annuelle de 14,5 °C. Le cumul annuel moyen de précipitations est de 667 mm, avec 10,7 jours de précipitations en janvier et 6,7 jours en juillet. Pour la période 1991-2020, la température moyenne annuelle observée sur la station météorologique de Météo-France la plus proche, à Courcoué à 16 km à vol d'oiseau, est de 12,5 °C et le cumul annuel moyen de précipitations est de 688,4 mm,. Pour l'avenir, les paramètres climatiques de la commune estimés pour 2050 selon différents scénarios d'émission de gaz à effet de serre sont consultables sur un site dédié publié par Météo-France en novembre 2022.

## Urbanisme

### Typologie
Au 1er janvier 2024, Antogny-le-Tillac est catégorisée commune rurale à habitat dispersé, selon la nouvelle grille communale de densité à sept niveaux définie par l'Insee en 2022.
Elle est située hors unité urbaine. Par ailleurs la commune fait partie de l'aire d'attraction de Châtellerault, dont elle est une commune de la couronne,. Cette aire, qui regroupe 44 communes, est catégorisée dans les aires de 50 000 à moins de 200 000 habitants,.

### Occupation des sols
L'occupation des sols de la commune, telle qu'elle ressort de la base de données européenne d’occupation biophysique des sols Corine Land Cover (CLC), est marquée par l'importance des territoires agricoles (77,1 % en 2018), en diminution par rapport à 1990 (79,5 %). La répartition détaillée en 2018 est la suivante : 
terres arables (68,3 %), forêts (18,4 %), zones agricoles hétérogènes (8,8 %), zones urbanisées (2,4 %), eaux continentales (2,1 %). L'évolution de l’occupation des sols de la commune et de ses infrastructures peut être observée sur les différentes représentations cartographiques du territoire : la carte de Cassini (XVIIIe siècle), la carte d'état-major (1820-1866) et les cartes ou photos aériennes de l'IGN pour la période actuelle (1950 à aujourd'hui).

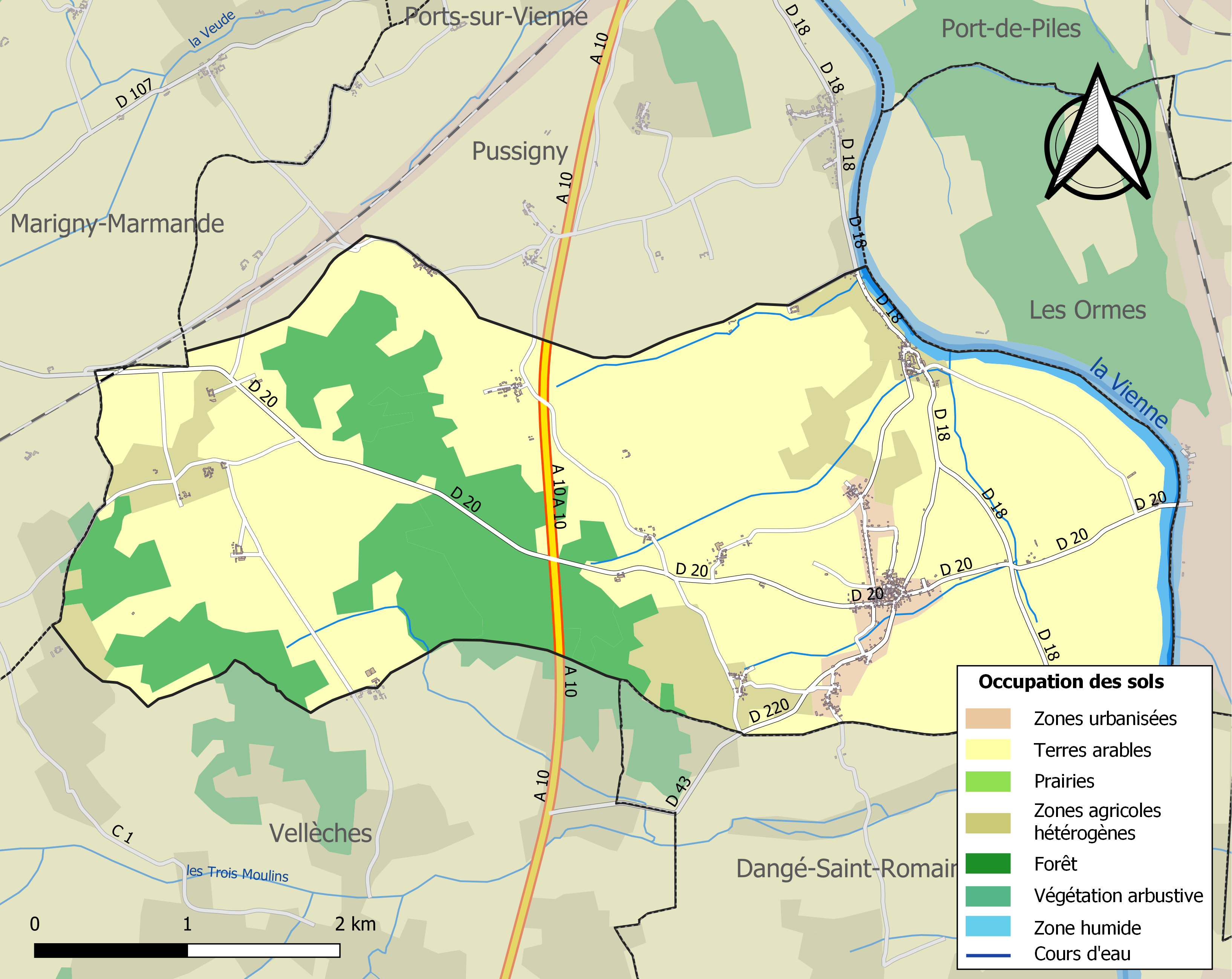
Carte des infrastructures et de l'occupation des sols de la commune en 2018 (CLC).

### Risques majeurs
Le territoire de la commune d'Antogny-le-Tillac est vulnérable à différents aléas naturels : météorologiques (tempête, orage, neige, grand froid, canicule ou sécheresse), inondations, mouvements de terrains et séisme (sismicité modérée). Un site publié par le BRGM permet d'évaluer simplement et rapidement les risques d'un bien localisé soit par son adresse soit par le numéro de sa parcelle.
Certaines parties du territoire communal sont susceptibles d’être affectées par le risque d’inondation par débordement de cours d'eau, notamment la Vienne. La commune a été reconnue en état de catastrophe naturelle au titre des dommages causés par les inondations et coulées de boue survenues en 1982 et 1999,.

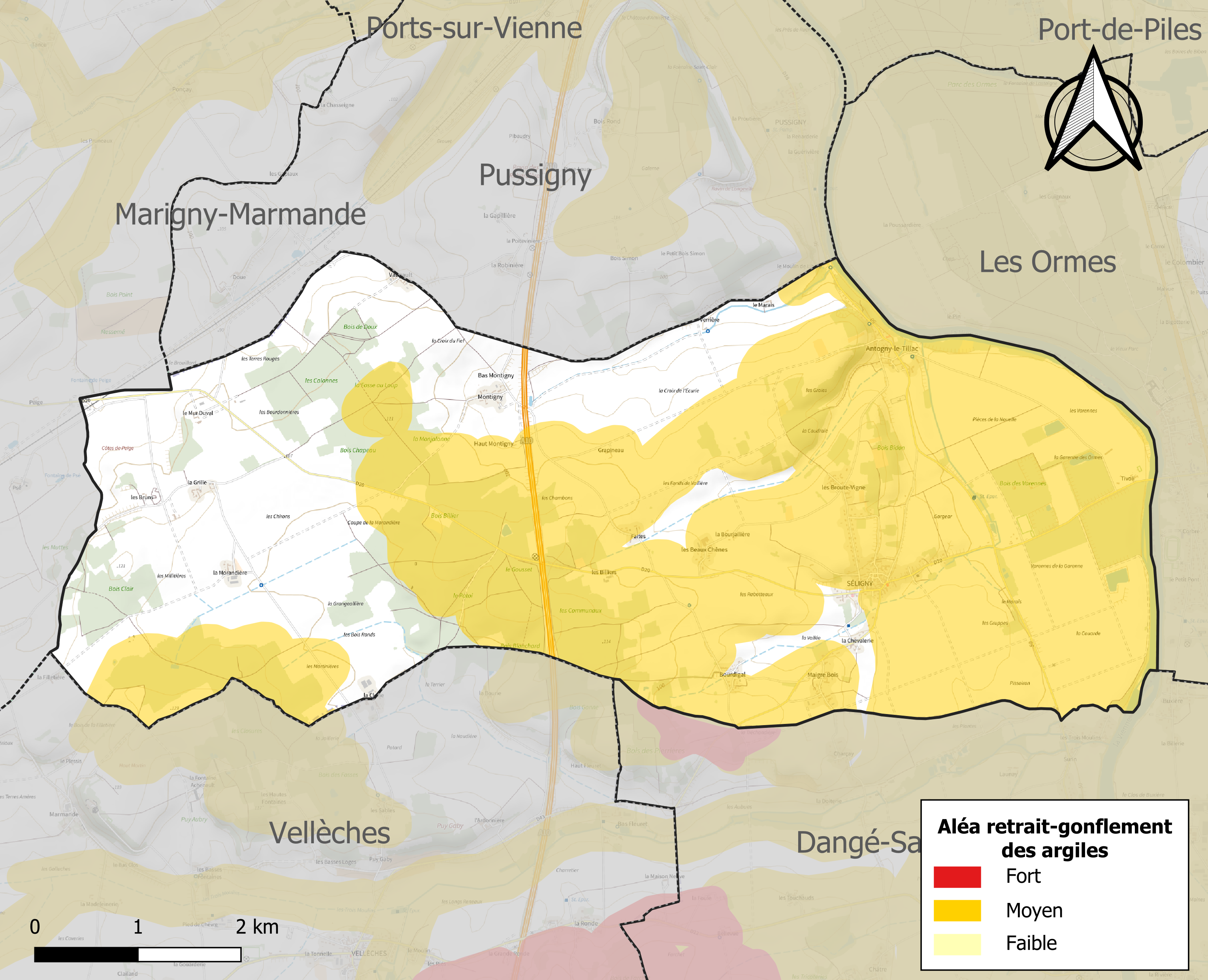
Carte des zones d'aléa retrait-gonflement des sols argileux d'Antogny-le-Tillac.

La commune est vulnérable au risque de mouvements de terrains constitué principalement du retrait-gonflement des sols argileux. Cet aléa est susceptible d'engendrer des dommages importants aux bâtiments en cas d’alternance de périodes de sécheresse et de pluie. 64,7 % de la superficie communale est en aléa moyen ou fort (90,2 % au niveau départemental et 48,5 % au niveau national). Sur les 285 bâtiments dénombrés sur le territoire de la commune en 2019, 229 sont en aléa moyen ou fort, soit 80 %, à comparer aux 91 % au niveau départemental et 54 % au niveau national. Une cartographie de l'exposition du territoire national au retrait gonflement des sols argileux est disponible sur le site du BRGM,.
Concernant les mouvements de terrains, la commune a été reconnue en état de catastrophe naturelle au titre des dommages causés par la sécheresse en 1990 et 1991 et par des mouvements de terrain en 1999 et 2006.

## Toponymie
Le nom de la localité est attesté et se retrouve dans cette phrase Antigniacus, super Vigennam, in pago Turonico en 638, Antoigné le Tillard en 1544, Antogny l'Estillard en 1631, Antogny le Tillars en 1660, Antogny le Tillard en 1654, Antogny le Tillart en 1664.
Antogny, tout comme de multiples toponymes proches, dérive de l'anthroponyme gallo-romain Antonius.
Le Tillac (tillard en 1544), son étymologie ne présente aucune difficulté, c'est le tilleul.

## Politique et administration

### Tendances politiques
| Scrutin             | Scrutin             | 1er tour | 1er tour | 1er tour | 1er tour | 1er tour | 1er tour | 1er tour | 1er tour | 1er tour | 1er tour | 1er tour | 1er tour | 2d tour | 2d tour  | 2d tour | 2d tour | 2d tour | 2d tour |
| Scrutin             | Scrutin             | 1er      | 1er      | %        | 2e       | 2e       | %        | 3e       | 3e       | %        | 4e       | 4e       | %        | 1er     | 1er      | %       | 2e      | 2e      | %       |
| ------------------- | ------------------- | -------- | -------- | -------- | -------- | -------- | -------- | -------- | -------- | -------- | -------- | -------- | -------- | ------- | -------- | ------- | ------- | ------- | ------- |
| Présidentielle 2017 | Présidentielle 2017 |          | FN       | 28,33    |          | LFI      | 24,23    |          | EM       | 16,38    |          | LR       | 12,97    |         | EM       | 52,47   |         | FN      | 47,53   |
| Présidentielle 2022 | Présidentielle 2022 |          | RN       | 29,31    |          | LREM     | 22,07    |          | LFI      | 18,97    |          | RES      | 7,24     |         | RN       | 53,05   |         | LREM    | 46,95   |
| Législatives 2022   | 4e                  |          | PS-Nupes | 32,16    |          | RE-Ens   | 27,49    |          | RN       | 23,39    |          | LR       | 5,85     |         | PS-Nupes | 60,24   |         | RE-Ens  | 39,76   |
| Législatives 2024   | 4e                  |          | RN       | 37,45    |          | PS-NFP   | 31,28    |          | RE-Ens   | 23,05    |          | LR       | 7,41     |         | PS-NFP   | 54,74   |         | RN      | 45,26   |

### Finances locales
Évolution de l'endettement (en milliers d’€) :

## Démographie
L'évolution du nombre d'habitants est connue à travers les recensements de la population effectués dans la commune depuis 1793. Pour les communes de moins de 10 000 habitants, une enquête de recensement portant sur toute la population est réalisée tous les cinq ans, les populations de référence des années intermédiaires étant quant à elles estimées par interpolation ou extrapolation. Pour la commune, le premier recensement exhaustif entrant dans le cadre du nouveau dispositif a été réalisé en 2007.

En 2022, la commune comptait 492 habitants, en évolution de −4,09 % par rapport à 2016 (Indre-et-Loire : +1,67 %, France hors Mayotte : +2,11 %).
| 1793 | 1800 | 1806 | 1821 | 1831 | 1836 | 1841 | 1846 | 1851 |
| ---- | ---- | ---- | ---- | ---- | ---- | ---- | ---- | ---- |
| 560  | 613  | 606  | 480  | 563  | 619  | 620  | 641  | 642  |

| 1856 | 1861 | 1866 | 1872 | 1876 | 1881 | 1886 | 1891 | 1896 |
| ---- | ---- | ---- | ---- | ---- | ---- | ---- | ---- | ---- |
| 675  | 650  | 615  | 652  | 631  | 641  | 656  | 677  | 663  |

| 1901 | 1906 | 1911 | 1921 | 1926 | 1931 | 1936 | 1946 | 1954 |
| ---- | ---- | ---- | ---- | ---- | ---- | ---- | ---- | ---- |
| 631  | 634  | 623  | 553  | 581  | 562  | 575  | 549  | 534  |

| 1962 | 1968 | 1975 | 1982 | 1990 | 1999 | 2006 | 2007 | 2012 |
| ---- | ---- | ---- | ---- | ---- | ---- | ---- | ---- | ---- |
| 516  | 479  | 441  | 497  | 486  | 447  | 520  | 530  | 515  |

| 2017 | 2022 | - | - | - | - | - | - | - |
| ---- | ---- | - | - | - | - | - | - | - |
| 510  | 492  | - | - | - | - | - | - | - |

## Culture locale et patrimoine

### Lieux et monuments
- Église paroissiale Saint-Vincent d'Antogny-le-Tillac, inscrit monument historique depuis 1926[38].
- L'ancien cimetière du village, qui à la suite de crues de la Vienne a pris des allures chaotiques.